# Eggert (Familienname)
Eggert ist ein deutscher Familienname.

## Namensträger
- Albrecht Eggert (1903–1977), deutscher Offizier und Widerstandskämpfer
- Almut Eggert (1937–2023), deutsche Schauspielerin
- Anders Eggert (* 1982), dänischer Handballspieler und -trainer
- Angelika Eggert (* 1967), deutsche Kinderonkologin und Hochschullehrerin
- Axel Eggert von Usedom (1839–1884), deutscher Verwaltungsjurist
- Barbara M. Eggert (* 1974), deutsche Kunsthistorikerin, Comicforscherin und Rektorin der Merz Akademie
- Benno Eggert (1885–1983), deutscher Maler und Illustrator
- Birgit Eggert (1967–2019), deutsche Basketballspielerin, siehe Birgit Menz (Basketballspielerin)
- Björn Eggert (Autor) (* 1962), deutscher Autor
- Björn Eggert (Filmemacher) (* 1965), deutscher Filmemacher
- Björn Eggert (Politiker) (* 1980), deutscher Politiker (SPD), MdA Berlin
- Carl Eggert (1824–1903), deutscher Kaufmann und Politiker
- Christian Eggert (* 1986), deutscher Fußballspieler
- Daniel Eggert (* 1989), dänischer Handballspieler
- Dietrich Eggert (1940–2022), deutscher Psychologe
- Eduard Eggert (1852–1926), deutscher Gefängnisdirektor und Schriftsteller
- Elmar Eggert (* 1970), deutscher Romanist
- Franz Eggert (Orgelbauer) (1849–1911), deutscher Orgelbauer
- Franz Eggert (Radsportfunktionär) (1871–1936), deutscher Radsportfunktionär
- Franz Xaver Eggert (1802–1876), deutscher Glasmaler
- Gertrude Hildebrandt-Eggert (1858–nach 1902), deutsche Übersetzerin
- Gunther-R. Eggert, deutscher Tänzer, Choreograf, Schauspieler, Regisseur und Autor
- Hans Eggert (Sänger) (1895–1945), deutscher Sänger (Bariton)
- Hans Eggert (Journalist) (* 1946), deutscher Journalist
- Hartmut Eggert (* 1937), deutscher Literaturwissenschaftler und Hochschullehrer
- Heinrich Karl Eggert (1841–1904), deutsch-amerikanischer Botaniker
- Heinz Eggert (* 1946), deutscher Politiker (CDU)
- Helmut Eggert (1935–2019), deutscher Bauingenieur
- Hermann Eggert (1844–1920), deutscher Architekt
- Jan Eggert, niederländischer Grundbesitzer
- John Eggert (1891–1973), deutscher Physikochemiker
- Joachim Nicolas Eggert (1779–1813), schwedischer Komponist
- Johann Aretin August Eggert († 1836), deutscher Bergbeamter
- Johannes Eggert (1898–1937), deutscher kommunistischer Widerstandskämpfer
- Julia Eggert (* 1994), deutsche Schauspielerin
- Julius Eggert (1868–1928), deutscher Politiker (SPD) und MdL Sachsen
- Kai Eggert (* 1976), deutscher Politiker
- Karl Eggert (1857–??), deutscher Architekt
- Klaus Aretin Eggert (1904–1980), deutscher Wirtschaftswissenschaftler und Ministerialbeamter
- Konstantin Wladimirowitsch Eggert (1883–1955), russischer bzw. sowjetischer Schauspieler, Regisseur und Drehbuchautor
- Kurt Eggert, österreichische Tennisspieler, 1946 ATP Kitzbühel-Meister
- Kuni Tremel-Eggert (1889–1957), deutsche Schriftstellerin
- Manfred Eggert (* 1941), deutscher Archäologe
- Mara Eggert (* 1938), deutsche Theaterfotografin
- Marco Eggert (* 1973), deutscher Brigadegeneral
- Maren Eggert (* 1974), deutsche Schauspielerin
- Marion Eggert (* 1962), deutsche Koreanistin
- Martin Eggert (1883–1978), deutscher Architekt
- Max Eggert (1883–1947), deutscher Politiker (NSDAP), Oberbürgermeister von Bernburg
- Michael Eggert (* 1952), deutscher Fußballspieler
- Moritz Eggert (* 1965), deutscher Komponist
- Nicole Eggert (* 1972), US-amerikanische Schauspielerin
- Nina Eggert (* 1977), deutsche Triathletin
- Oskar Eggert (1896–1974), deutscher Lehrer, Historiker und Vertriebenenlobbyist
- Otto Eggert (1874–1944), deutscher Geodät und Herausgeber
- Paul Eggert (1897–1963), deutscher Offizier im Ministerium für Staatssicherheit der DDR
- Peter Eggert (1943–2018), deutscher Fußballspieler
- Ralf Eggert (Politiker) (* 1970), deutscher Politiker, Oberbürgermeister von Calw
- Ralf Eggert (Triathlet) (* 1971), deutscher Triathlet
- Raphaela Eggert (* 1992), deutsche Paracyclerin
- Rolf Eggert (* 1944), deutscher Ingenieur und Politiker (SPD)
- Sigmund Eggert (1839–1896), deutscher Maler
- Stephan Eggert (* 1967), deutscher Schlagzeuger
- Sven Eggert (Volleyballspieler) (* 1964), deutscher Volleyballspieler
- Sven Eggert (Rennrodler), deutscher Rennrodler
- Theo Eggert (1905–1959), deutscher Ingenieur und Fußballfunktionär
- Theodor Eggert (1864–1941), deutscher Verwaltungs- und Ministerialbeamter
- Toni Eggert (* 1988), deutscher Rennrodler
- Udo Eggert (1848–1893), deutscher Staatswissenschaftler und Hochschullehrer
- Walter Eggert (1940–2017), deutscher Rennrodler
- Walther Eggert-Windegg (Ernst Wieland; 1880–1936), deutscher Kunsthistoriker, Literaturwissenschaftler und Schriftsteller
- Werner Eggert (* 1961), deutscher Journalist
- Wilhelm Eggert (1880–1938), deutscher Gewerkschafter und MdL Württemberg (SPD)
- Wilhelm Eggert-Vockerodt (* 1938), deutscher Lehrer, Historiker und Museumsgründer
- Willem Eggert (um 1360–1417), holländischer Edelmann und Statthalter Hollands
- Wolfgang Eggert (Historiker) (1938–2006), deutscher Historiker

- Wolfgang Eggert (Historiker, 1962) (* 1962), deutscher Historiker und Journalist

- Wolfgang Eggert (Wirtschaftswissenschaftler) (1966–2021), deutscher Wirtschaftswissenschaftler